# Strój rzeszowski

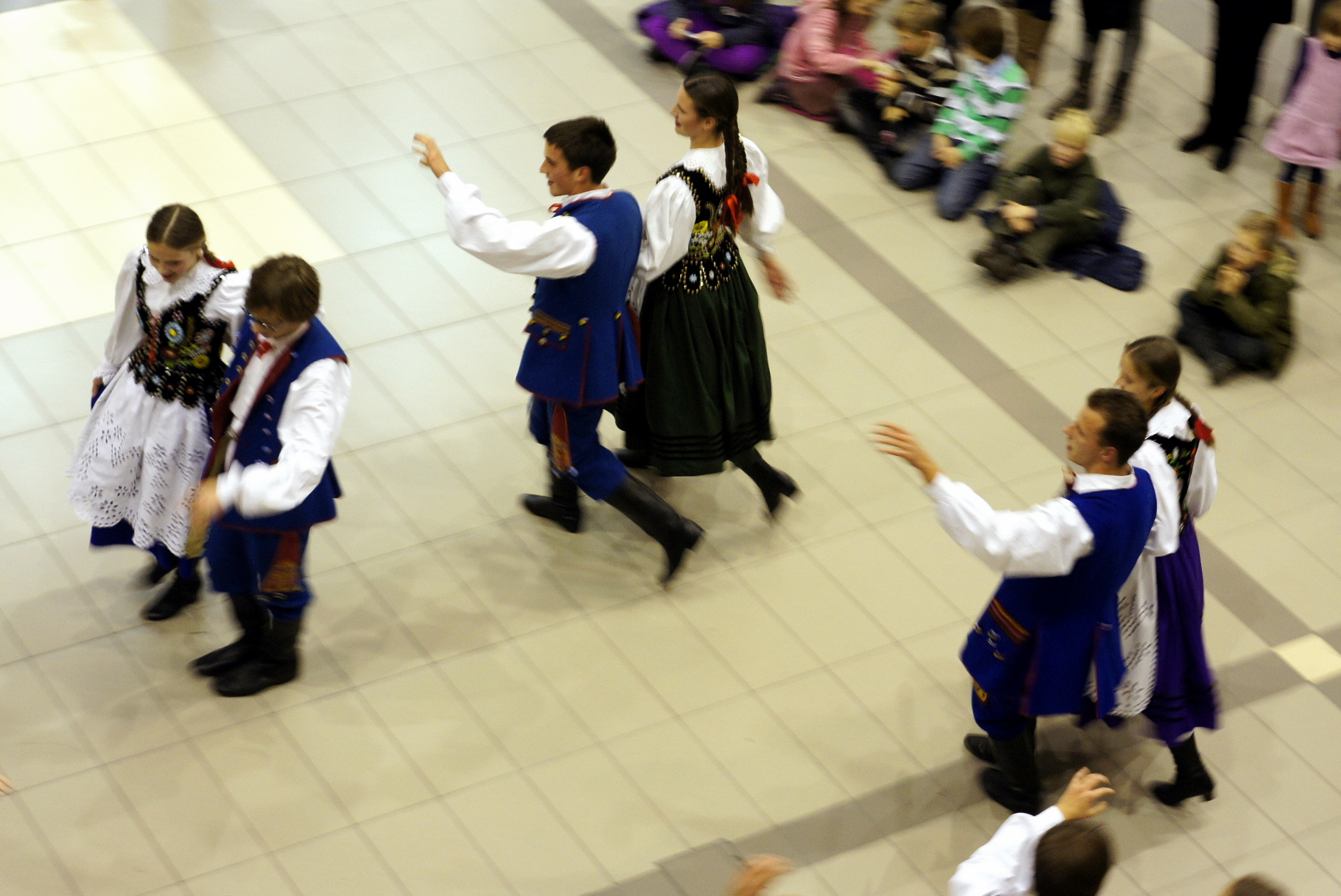
Tancerze w strojach rzeszowskich

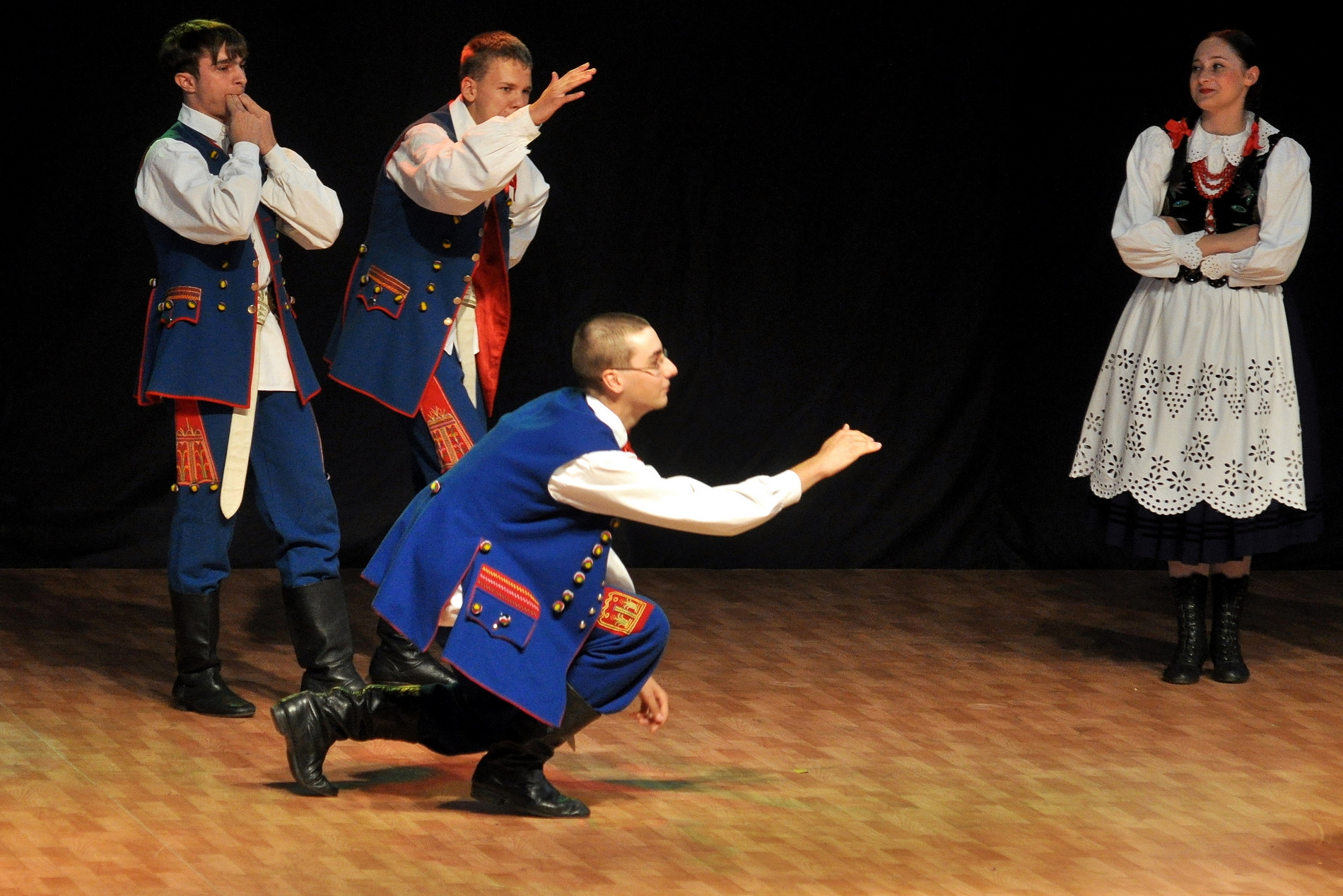
Strój męski

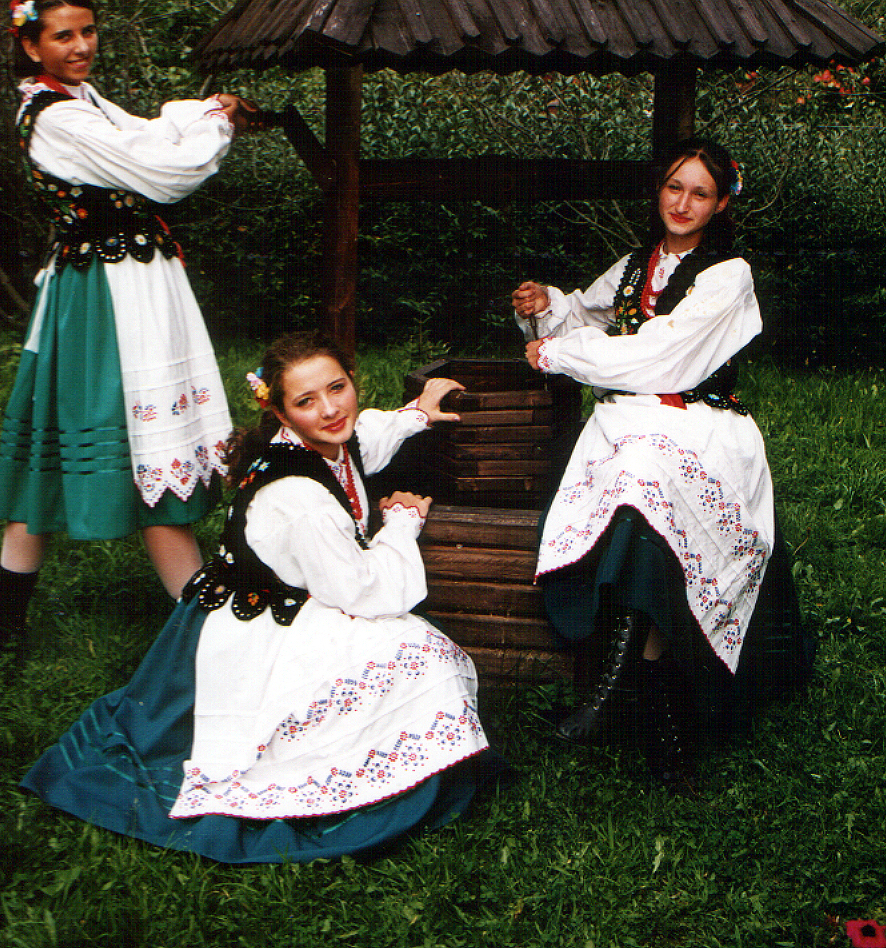
Strój damski

Strój rzeszowski – strój ludowy noszony w obszarze dorzecza dolnego Wisłoka i na lewym brzegu Sanu w środkowym jego biegu, używany przez grupę etnograficzną Rzeszowiaków.

## Strój męski
Strój męski składał się z płóciennej koszuli i portek zrobionych z sukna tzw. sukieniaki w kolorze niebieskim. Kawalerowie na udach mieli naszyte trapezowe oblamówki w kolorze czerwonym. Na koszule zakładano kamizolę. Kamizola (kamizelka) wykonana była z tego samego niebieskiego sukna co spodnie. Kamizelka ta sięgała poniżej bioder. Zdobieniem kamizelki były przyszywane wzdłuż guzików małe kolorowe pompomiki tzw. srokate kocasie. Na wierzch wkładano brązową sukmanę. Białe spodnie wkładano do czarnych butów. Rzeszowiacy na głowach nosili słomiane kapelusze oraz czarne kapelusze tzw. makowe.

## Strój damski
Rzeszowianki nosiły białe koszule z haftami, zdobione kołnierzykami. Wkładały spódnice zakrywające kolana, w różnych odcieniach granatu lub zieleni, zdobione u dołu tasiemkami. Na koszulę zakładano czarny, sznurowany gorset, który był ozdabiany różnokształtnymi i barwnymi cekinami i naszywkami. Na szyi noszono czerwone korale. Przepasywało się białym fartuchem z naszytymi kolorowymi koronkami. Panny nosiły na głowie wianki a mężatki kolorowe chusty.